# پرور ۱۸۶۲۴
سیارک ۱۸۶۲۴ (به انگلیسی: 18624 Prevert، نامگذاری:1998DV13) هجده هزار و ششصد و بیست و چهارمین سیارک کشف شده‌است که در ۲۷ فوریه ۱۹۹۸ کشف شد.
قدر مطلق سیارک برابر ۲۶.۹ است.